# Sultan Baiazid
Sultan Baiazid ibn Mubariz al-Din Muhammad fou un príncep muzaffàrida (+1393), fill de Mubariz al-Din Muhàmmad i de la seva segona esposa Badi al-Jamal. No era per tant germà de pare i mare dels altres fills mascles (Shah Muzaffar, Shah Shuja, Shah Mahmud i Sultan Ahmad).
És esmentat per primer cop el 1358 o 1359 quan el pare Mubariz al-Din, presoner dels seus fills Shah Shuja i Shah Mahmud, va arribar a un acord amb aquests pel qual podria tornar a Shiraz i estar amb la seva esposa Badi al-Jamal i el seu jove fill Sultan Baiazid, junt amb els seus servidors i el govern seria portat en el seu nom amb la seva aprovació. Aquesta situació no va durar gaires mesos (2 o 3) doncs Mubariz va preparar un complot amb els seus fidels per capturar i matar a Shah Shuja quan l'anés a veure; Shah Shuja en va ser informat i va ordenar la mort dels participants al complot i el trasllat de Mubariz al castell de Tabar, a la comarca del Garmsir, una regió calorosa al sud-est de Fars; no s'informa de que allí fos acompanyat per la esposa i fill que probablement van restar a Siraz. En aquest temps en tot cas Sultan Baiazid devia ser un infant de pocs anys.
Torna a ser esmentat el 1387, quan Sultan Ahmad tornava a Kirman des de Shiraz on havia estat a retre homenatge a Tamerlà, i anava acompanyat del seu germà (germanastre) Sultan Baiazid. De la ciutat de Kirman Sultan Ahmad es va dirigir poc després a Sirjan en una expedició de cacera enviant al seu germà Baiazid a Manujan (o Manugan) per interessar-se pels impostos del regne d'Ormuz. Ahmad va tornar a Kirman on també va tornar pel mateix temps Sultan Baiazid que ja havia complert l'encàrrec i havia obtingut la submissió de Manujan i el pagament del tribut.
Seguia al costat del seu germanastre el 1390 quan Mubariz al-Din Shah Yahyade Yadz va atacar Kirman amb el suport de Sultan Abu Ishaq de Sirjan i fou derrotat per Sultan Ahmad en la batalla de Baft el 23 d'abril de 1390.
No s'esmenta en 1393 quan els prínceps van anar a rebre a Tamerlà i foren empresonats al arribar a Shiraz. Però fos a Shiraz pocs dies després, o a un altre lloc una mica més tard, Sultan Baiazid va morir executat per ordre de Tamerlà el 1393, quan probablement rondava els 40 anys.